# Wirusy ECHO
Wirusy ECHO (od ang. enteric cytopathogenic human orphan viruses), echowirusy – grupa wirusów RNA należąca do rodzaju enterowirusów i rodziny pikornawirusów. Zakażenia nimi przebiegają niemal identycznie jak wirusami Coxsackie. Niektóre z możliwych obrazów klinicznych zakażenia to m.in. herpangina, choroba wysypkowa, zapalenie mięśnia sercowego i osierdzia, choroba bornholmska i aseptyczne zapalenie opon mózgowo-rdzeniowych.